# Belgische kampioenschappen indoor atletiek 1995
In 1995 werden de Belgische kampioenschappen indoor atletiek Alle Categorieën gehouden op zondag 5 februari in Gent. Er werden op deze kampioenschappen zes Belgische records gevestigd. Op de 200 m verbeterde Patrick Stevens zijn record met twee honderdsten tot 20,80 s. In het verspringen verbeterde Sandrine Hennart het record van Hilde Vervaet naar 6,36 m en Erik Nys zijn eigen record naar 7,94 m. In het polsstokhoogspringen verbeterde Domitien Mestré het veertien jaar oude record van Patrick Desruelles met één centimeter tot 5,61 m. Sophie Zubiolo verbeterde het record van Ingeborg Marx tot 3,80 m. Kathleen Vriesacker evenaarde in het hink-stap-springen het record van Sandra Swennen.

## Uitslagen

### 60 m
| rang   | atleet          | prestatie |
| ------ | --------------- | --------- |
| Goud   | Patrick Stevens | 6,75 s    |
| Zilver | Samy Thomas     | 6,85 s    |
| Brons  | David Branle    | 6,90 s    |

| rang   | atlete          | prestatie |
| ------ | --------------- | --------- |
| Goud   | Kim Gevaert     | 7,53 s    |
| Zilver | Nancy Callaerts | 7,62 s    |
| Brons  | Lies De Caluwé  | 7,74 s    |

### 200 m
| rang   | atleet            | prestatie    |
| ------ | ----------------- | ------------ |
| Goud   | Patrick Stevens   | 20,80 s (NR) |
| Zilver | Erik Wijmeersch   | 20,98 s      |
| Brons  | Patrick De Clercq | 21,72 s      |

| rang   | atlete           | prestatie |
| ------ | ---------------- | --------- |
| Goud   | Sandrine Hennart | 24,26 s   |
| Zilver | Elke Bogemans    | 24,42 s   |
| Brons  | Ellen De Meyere  | 25,24 s   |

### 400 m
| rang   | atleet             | prestatie |
| ------ | ------------------ | --------- |
| Goud   | Ronald Amery       | 49,50 s   |
| Zilver | Gerd Raets         | 49,56 s   |
| Brons  | Olivier Strypstein | 50,11 s   |

| rang   | atlete                 | prestatie |
| ------ | ---------------------- | --------- |
| Goud   | Melanie Moreels        | 55,62 s   |
| Zilver | Maaiken Vander Plaetse | 56,66 s   |
| Brons  | Tonia Oliviers         | 57,11 s   |

### 800 m
| rang   | atleet         | prestatie |
| ------ | -------------- | --------- |
| Goud   | Bart De Loof   | 1.51,00   |
| Zilver | Roel Goevaerts | 1.51,70   |
| Brons  | Tom Vlerick    | 1.52,15   |

| rang   | atlete            | prestatie |
| ------ | ----------------- | --------- |
| Goud   | Anneke Matthys    | 2.06,17   |
| Zilver | Sandra Stals      | 2.06,94   |
| Brons  | Catherine Servais | 2.13,47   |

### 1500 m
| rang   | atleet          | prestatie |
| ------ | --------------- | --------- |
| Goud   | Bart Meganck    | 3.46,09   |
| Zilver | Rudy Vlasselaer | 3.46,96   |
| Brons  | Tom Omey        | 3.51,68   |

| rang   | atlete          | prestatie |
| ------ | --------------- | --------- |
| Goud   | Anja Buysse     | 4.28,72   |
| Zilver | Els Van Coillie | 4.29,63   |
| Brons  | Suzy Tijskens   | 4.31,15   |

### 3000 m
| rang   | atleet             | prestatie |
| ------ | ------------------ | --------- |
| Goud   | Frédéric Collignon | 8.15,34   |
| Zilver | Denis Renuart      | 8.15,62   |
| Brons  | Tony Hutsebout     | 8.17,26   |

### 60 m horden
| rang   | atleet          | prestatie |
| ------ | --------------- | --------- |
| Goud   | Jonathan Nsenga | 7,81 s    |
| Zilver | Sven Pieters    | 7,83 s    |
| Brons  | Johan Lisabeth  | 7,92 s    |

| rang   | atlete              | prestatie |
| ------ | ------------------- | --------- |
| Goud   | Nadine Grouwels     | 8,33 s    |
| Zilver | Caroline Delplancke | 8,39 s    |
| Brons  | Myriam Tschomba     | 8,55 s    |

### Verspringen
| rang   | atleet                  | prestatie   |
| ------ | ----------------------- | ----------- |
| Goud   | Erik Nys                | 7,94 m (NR) |
| Zilver | Rudi Vanlancker         | 7,41 m      |
| Brons  | Jean-Pierre Paternostre | 7,21 m      |

| rang   | atlete              | prestatie   |
| ------ | ------------------- | ----------- |
| Goud   | Sandrine Hennart    | 6,36 m (NR) |
| Zilver | Corinne De Vrye     | 5,82 m      |
| Brons  | Annelies De Meester | 5,63 m      |

### Hink-stap-springen
| rang   | atleet          | prestatie |
| ------ | --------------- | --------- |
| Goud   | Kedjeloba Mambo | 15,02 m   |
| Zilver | Djeke Mambo     | 14,96 m   |
| Brons  | Eric Herman     | 14,46 m   |

| rang   | atlete              | prestatie    |
| ------ | ------------------- | ------------ |
| Goud   | Kathleen Vriesacker | 12,56 m (NR) |
| Zilver | Sandra Swennen      | 12,22 m      |
| Brons  | Heidi Van Collie    | 11,88 m      |

### Hoogspringen
| rang   | atleet            | prestatie |
| ------ | ----------------- | --------- |
| Goud   | René De Belder    | 2,15 m    |
| Zilver | Dominique Sandron | 2,01 m    |
| Brons  | Steven Druyts     | 2,01 m    |

| rang   | atlete             | prestatie |
| ------ | ------------------ | --------- |
| Goud   | Natalja Jonckheere | 1,89 m    |
| Zilver | Heidi Paesen       | 1,80 m    |
| Brons  | Liesbeth Meulders  | 1,77 m    |

### Polsstokhoogspringen
| rang   | atleet          | prestatie   |
| ------ | --------------- | ----------- |
| Goud   | Domitien Mestré | 5,61 m (NR) |
| Zilver | Rudy Senecaut   | 4,90 m      |
| Brons  | Peter Moreels   | 4,80 m      |

| rang   | atlete                  | prestatie   |
| ------ | ----------------------- | ----------- |
| Goud   | Sophie Zubiolo          | 3,80 m (NR) |
| Zilver | Sandrine Clinckemaillie | 3,40 m      |
| Brons  | Caroline Goetghebuer    | 3,20 m      |

### Kogelstoten
| rang   | atleet        | prestatie |
| ------ | ------------- | --------- |
| Goud   | Filip Swinnen | 15,72 m   |
| Zilver | Yves Sneyers  | 15,15 m   |
| Brons  | Steven Bal    | 15,02 m   |

| rang   | atlete             | prestatie |
| ------ | ------------------ | --------- |
| Goud   | Greet Meulemeester | 16,31 m   |
| Zilver | Veerle Blondeel    | 14,82 m   |
| Brons  | Hilde Gieghase     | 13,80 m   |

1985 ·
1986 ·
1987 ·
1988 ·
1989 ·
1990 ·
1991 ·
1992 ·
1993 .
1994 ·
1995 .
1996 ·
1997 ·
1998 .
1999 ·
2000 .
2001 · 
2002 · 
2003 · 
2004 · 
2005 · 
2006 · 
2007 · 
2008 · 
2009 · 
2010 · 
2011 · 
2012 · 
2013 · 
2014 ·
2015 ·
2016 ·
2017 ·
2018 ·
2019 ·
2020 ·
2021 ·
2022 ·
2023 ·
2024 ·
2025